# Ambroise de Fântâna Albă
Pour les articles homonymes, voir Ambroise.
Ambroise (grec moderne : Ἀμβρόσιος, né Amiréas Papagueorgopolos, grec moderne : Αμοιρέας Παπαγεωργόπουλος, Andrei Popovici, russe : Андрей Попович : Andréï Popovitch ; né en 1791 et mort le 31 octobre 1863), ancien Métropolite de Sarajevo, fut celui qui rétablit l'épiscopat chez les Orthodoxes vieux-croyants en devenant en 1846 le premier Métropolite de L'Église orthodoxe vieille-ritualiste lipovène de Fântâna Albă (Белая Криница / Bélaïa Krinitsa ou Bila Krynytsya depuis 1940), qui est l'« Église-Mère » de l'Église orthodoxe vieille-ritualiste russe